# Okinawanäktergal
Okinawanäktergal (Larvivora namiyei) är en fågelart i familjen flugsnappare inom ordningen tättingar. Den förekommer enbart på och kring ön Okinawa i Ryukyuöarna i södra Japan. Fågeln behandlas tidigare som underart till ryukyunäktergal (Larvivora komadori) men urskiljs numera allt oftare som egen art.

## Utseende och läten
Denna art är en liten (14 cm), aktiv och färgglad fågel med långa ben och rätt lång näbb. Skillnaden mellan könen är stora. Hanen är svart från ansiktet till bröstet, medan resten av undersidan är grå och ovansidan djupt roströd. Honan är något mattare ovan, saknar det svarta och är mer enfärgat grå undertill.
Den är mycket lik ryukyunäktergalen, men denna har i handräkt även svart i pannan och i fläckar på flankerna samt mer vit än grå undersida. Även lätena skiljer sig, med ett kortare och mer abrupt lockläte samt ett stigande "grrick", medan sången har större tonomfång och ljusare inledningstoner.

## Utbredning och levnadssätt
Fågeln förekommer enbart på ön Okinawa samt närliggande Keramaöarna i centrala Ryukyuöarna i södra Japan. Den påträffas i undervegetation i städsegrön skog på mellan 100 och 600 meters höjd. Arten är stannfågel.

## Systematik
Okinawanäktergalen kategoriserades tidigare oftast som underart till ryukyunäktergalen (Larvivora komadori) men urskiljs sedan 2016 som en egen art av Birdlife International baserat på tydliga genetiska skillnader samt skillnader i utseende och läten. Sedan 2021 behandlar även tongivande International Ornithological Congress (IOC) den som egen art, liksom sedan 2022 Clements et al.

### Släktestillhörighet
Ryukyunäktergalen (och därmed okinawanäktergalen) har tidigare förts till släktet Erithacus och betraktats som en nära släkting till rödhaken, därav det tidigare namnet ryukyurödhaken. Flera genetiska studier visar dock att den snarare står nära några östasiatiska arter som traditionellt placerats i släktet Luscinia, som i sin tur endast är avlägset släkt med övriga arter i Luscinia. De placeras därför numera tillsammans i ett eget släkte, Larvivora.

## Status och hot
Fågeln har en mycket liten världsutbredning och en population på uppskattningsvis endast 6 000–15 000 vuxna individer. Den tros dessutom minska i antal på grund av habitatförstörelse. Internationella naturvårdsunionen IUCN kategoriserar den därför som nära hotad (NT).

## Namn
Fågelns vetenskapliga artnamn hedrar den japanske zoologen Motoyoshi Namiye (1854-1918).